# Ozan Öztürk
Ozan Öztürk (* 1. Februar 1981 in Köyceğiz) ist ein türkischer Fußballtorhüter.

## Karriere
Öztürk kam in Köyceğiz einer Kreisstadt der türkischen Mittelmeehrprovinz Muğla auf die Welt und begann seine Vereinskarriere 1996 in der Jugend von Muğla  Telekomspor. 1999 wechselte er in die Jugend von Marmaris Belediye GSK. Bereits 2001 wurde er als Amateurspieler im Profiteam eingesetzt. Zum Sommer 2002 stieg er dann zum Profispieler auf. Nachdem er sich eine Saison im Kader befunden hatte, wurde er die Saison 2003/04 an Mustafakemalpaşaspor ausgeliehen. 2004 verließ er dann Marmarisspor Richtung Provinzrivale Muğlaspor und spielte hier die nachfolgenden zweieinhalb Spielzeiten, ehe er zum Sommer 2006 zu Marmarisspor zurückkehrte.
Für Marmaris Belediye GSK war er ein Jahr lang aktiv und spielte nachfolgend für diverse Vereine er TFF 2. Lig und TFF 1. Lig.
Zum Sommer 2012 wechselte er zum zweiten Mal in seiner Karriere zu Fethiyespor. Zum Saisonende erreichte er mit Fethiyespor das Playofffinale. Im Finale setzte man sich gegen Hatayspor durch und stieg damit in die TFF 1. Lig auf. Öztürk spielte diese Saison als Stammtorhüter.
Im Sommer 2013 kehrte Öztürk zu Polatlı Bugsaşspor zurück.

## Erfolge
Mit Fethiyespor
- Playoffsieger der TFF 2. Lig: 2012/13
- Aufstieg in die TFF 1. Lig: 2012/13